# Mistrzostwa Azji w Piłce Siatkowej Kobiet 1979
II Mistrzostwa Azji w piłce siatkowej kobiet odbyły się w 1979 roku w Hongkongu. W mistrzostwach wystartowało 7 reprezentacji. Mistrzem została reprezentacja Chin. W mistrzostwach zadebiutowały reprezentacje Indonezji, Hongkongu i Indii.

## Klasyfikacja końcowa
| Miejsce | Reprezentacja    |
| ------- | ---------------- |
|         | Chiny            |
|         | Japonia          |
|         | Korea Południowa |
| 4.      | Australia        |
| 5.      | Indonezja        |
| 6.      | Hongkong         |
| 7.      | Indie            |